# Erioconopa diuturna
Erioconopa diuturna là một loài ruồi trong họ Limoniidae. Chúng phân bố ở miền Cổ bắc.